# Tetragnatha paludis
Tetragnatha paludis este o specie de păianjeni din genul Tetragnatha, familia Tetragnathidae, descrisă de Caporiacco, 1940.
Este endemică în Etiopia. Conform Catalogue of Life specia Tetragnatha paludis nu are subspecii cunoscute.